# Studenten bilden Schüler
Studenten bilden Schüler e. V. (SbS) ist ein gemeinnütziger Verein, welcher kostenlose Nachhilfe für Kinder und Jugendliche aus benachteiligten Verhältnissen durch ehrenamtlich engagierte Studenten organisiert. Der Verein besteht seit 2012 und ist in etwa 55 Städten mit etwa 3.250 ehrenamtlich tätigen Studierenden bundesweit aktiv. Neben der Nachhilfe organisiert der Verein Kultur- und Freizeitaktivitäten für Schüler und Studenten und hilft bei der Finanzierung von Lehr- und Lernmitteln.

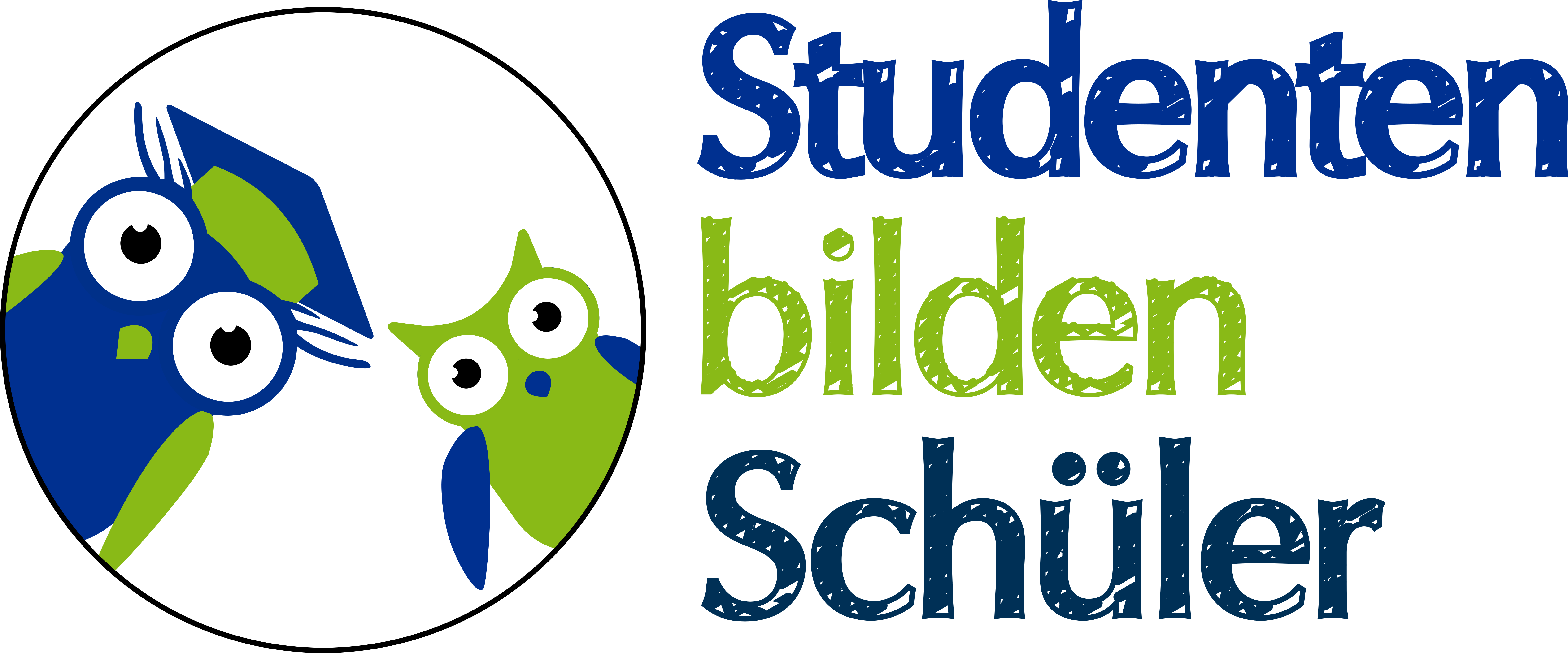
Logo von Studenten bilden Schüler e. V.

## Vision, Mission und Umsetzung
- Vision: Bildungsgerechtigkeit für alle.
- Mission: Ehrenamtliche Nachhilfe für jedes bedürftige Kind anbieten.
- Umsetzung: Im Einzelunterricht fördern ehrenamtlich engagierte Studierende aller Fachrichtungen Kinder und Jugendliche beim selbstständigen und nachhaltigen Lernen. Neben der Nachhilfe organisiert der Verein Kultur- und Freizeitaktivitäten für Nachhilfepaare wie beispielsweise Museums- und Kinobesuche oder Sportveranstaltungen.[2]

## Werte und Ausrichtung
Studenten bilden Schüler e.V.
- basiert nach eigener Darstellung auf einem inklusiven, toleranten und respektvollen Umgang miteinander,
- ist politisch sowie konfessionell unabhängig,
- unterstützt die demokratischen Ideale der Bundesrepublik Deutschland.[3]

## Organisation

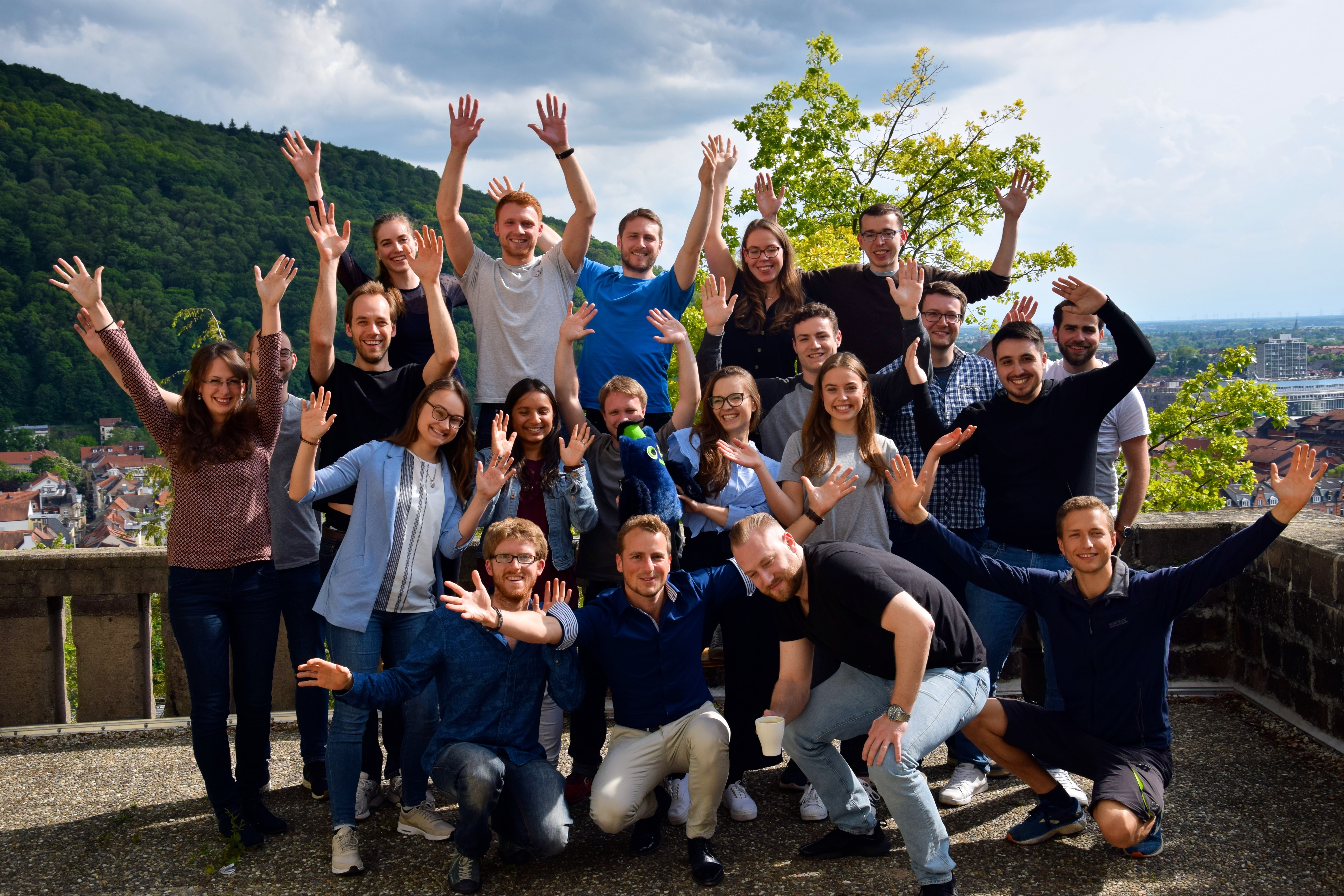
Mitglieder des Vereins bei der Mitgliederversammlung 2019 in Heidelberg

Die Vereinsstruktur hat drei maßgebliche Ebenen:
- Bundesvorstand zur Koordination der Standorte
- Standortleitung zur Organisation der Nachhilfepaare
- Nachhilfepaare aus engagierten Studierenden und Schülern

Der Bundesvorstand arbeitet an folgenden Themen:
- Bundesweite Vertretung des Vereins
- Organisation von neuen Standortgründungen
- Akquise von Spenden für finanzielle Unterstützung der Nachhilfepaare mit Lehr- und Lernmaterial sowie gemeinsamen Freizeitaktivitäten
- Betrieb und Weiterentwicklung bundesweiter und standortübergreifender Themen wie IT, Versicherungen, Finanzen

Es finden jährliche Mitgliederversammlungen statt, bei denen der Bundesvorstand gewählt wird. Bundesvorsitzender ist Florian Kleinicke, stellvertretender Bundesvorsitzender ist Oliver Pieper.
Die Standortleitungen arbeiten an folgenden Themen:
- Organisation und Betreuung der Nachhilfe
- Ansprache und Aufnahme von engagierten Studierenden
- Zusammenarbeit mit sozialen Partnern (Diakonie, Caritas, Sonderschulen, Kinderheime etc.)
- Organisation und Durchführung von kulturellen und sportlichen Freizeitaktivitäten

Die Nachhilfe hat folgenden Ablauf
- Einzelunterricht
- 1–2 Stunden pro Woche
- Fokus liegt auf selbstständigem und nachhaltigem Lernen (“Lernen, zu Lernen”)[5]

## Geschichte
- Gründungsjahr: 2012
- Gründungsmitglieder: Marina Miller, Sebastian Förste, Florian Schmelz und Martin Burdenski
- Gründungsort: Frankfurt am Main[6]